# Władimir Wieliczko
Władimir Makarowicz Wieliczko (ros. Владимир Макарович Величко, ur. 23 kwietnia 1937 we wsi Możajskoje w obwodzie woroneskim) – radziecki polityk, wicepremier ZSRR (1991).

## Życiorys
W latach 1955–1962 studiował w Leningradzkim Instytucie Wojskowo-Mechanicznym, później pracował w fabryce "Bolszewik" Ministerstwa Inżynierii Ogólnej ZSRR, gdzie był pomocnikiem majstra i majstrem. Od 1962 członek KPZR, od 1967 zastępca dyrektora, a od 1971 dyrektor fabryki, w latach 1975–1983 I zastępca ministra inżynierii energetycznej ZSRR, od grudnia 1983 do lipca 1987 minister inżynierii energetycznej ZSRR. Od lipca 1987 do czerwca 1989 minister budowy maszyn ciężkich, energetycznych i transportowych ZSRR, od stycznia do listopada 1991 I wicepremier ZSRR, w latach 1986-1990 członek KC KPZR. Deputowany do Rady Najwyższej ZSRR XI kadencji.

## Odznaczenia i nagrody
- Order Lenina
- Order Rewolucji Październikowej
- Order Czerwonego Sztandaru Pracy
- Nagroda Państwowa ZSRR (1976)